# Энавене-наве

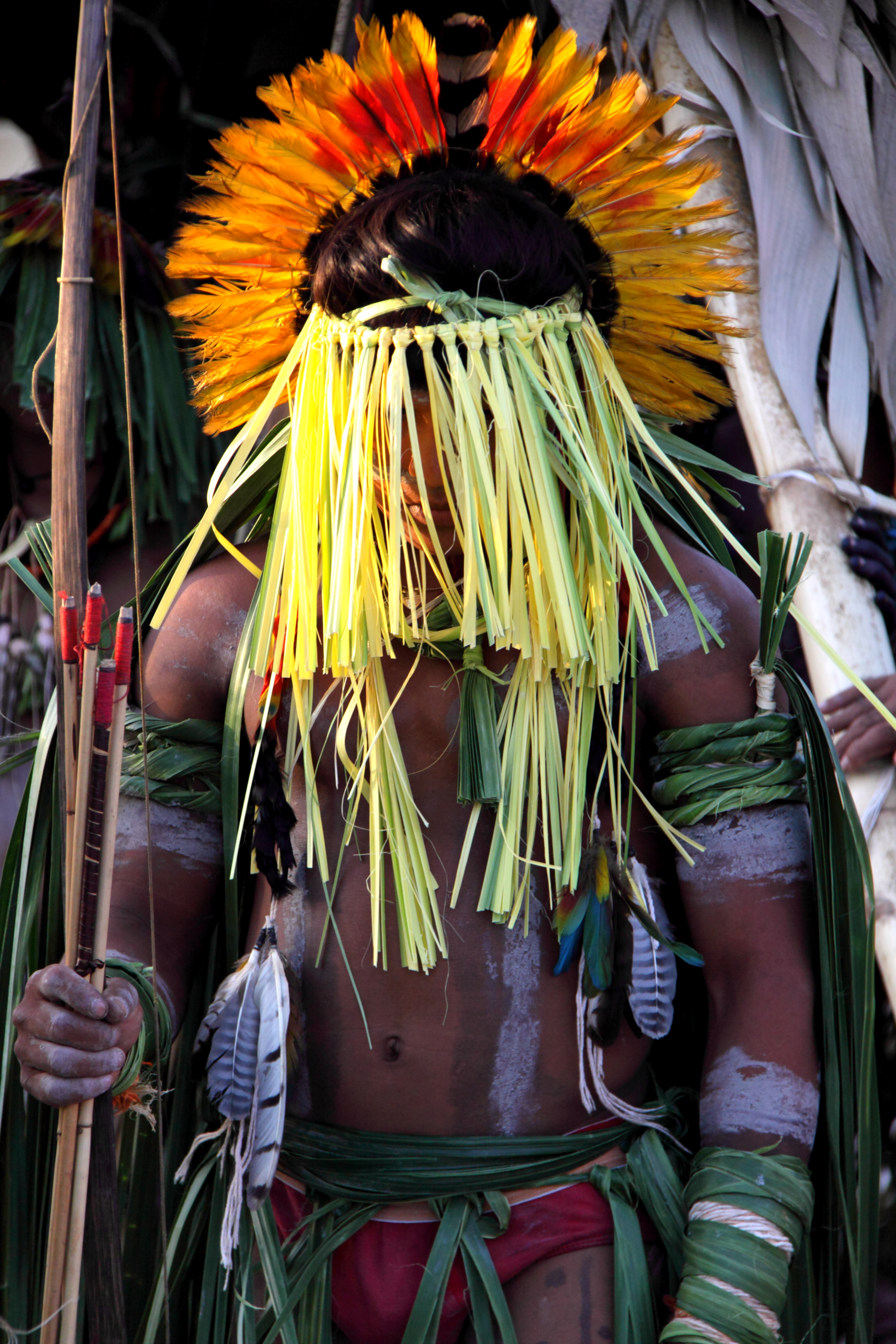
Представитель энавене-наве

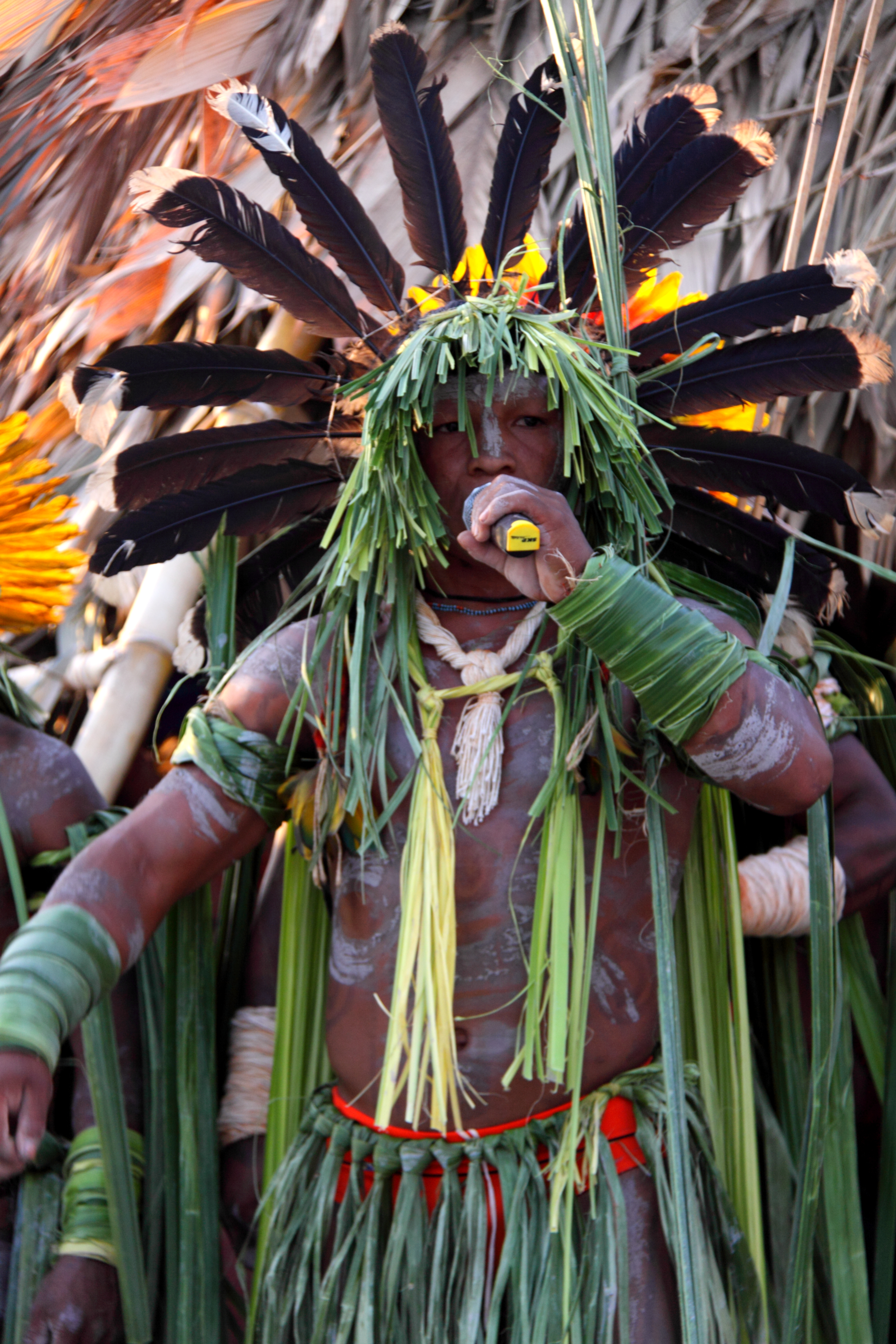
Представитель энавене-наве

Энавене-наве (Enawenê-nawê) — народность в составе коренных народов Бразилии. Численность в 2012 году составляла около 566 человек. Говорят на языке энавене-наве центральной майпурской группы лингвистической аравакской семьи. Проживают в штате Мату-Гросу в окрестностях реки Риу-Ике. В основном исповедуют анимизм.

## История
Энавене-наве изолируются от контактов с внешним миром. Эваневе-Наве не практикуют охоту, занимаясь растениеводством и рыболовством. Впервые в контакт с ними в 1974 году вступил испанский иезуит Висенте Каньяс, который поселился среди них в 1977 году. Благодаря его усилиям по медицинской помощи и защите среды обитания племени численность энавене-наве увеличилась с 97 человек в 1974 году до 430 человек в 1987 году. Висент Каньяс занимался лоббированием интересов племени и добился от бразильского правительства выделения демаркационного земельного участка под названием «Земля энавене-наве» в штате Мату-Гросу.
Существование энавене-наве находится под угрозой из-за бразильских корпораций, которые планируют построить на реке Журуэна каскад из 77 гидроэлектростанций, что изменит условия проживания племени, основным источником питания которого является рыболовство. Согласно Конституции Бразилии коренные племена имеют право на защиту их среды обитания, но федеральное правительство неоднократно шло на уступки корпорациям.
В настоящее время защитой прав энавене-наве занимается неправительственная организация «Survival International».

## Демография

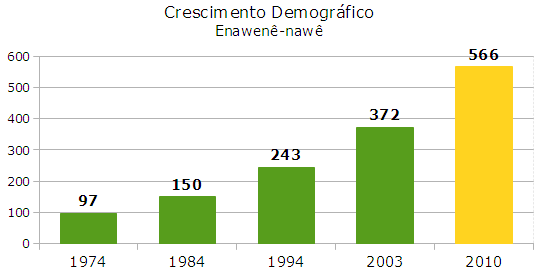
Демография энавене-наве

## Культура
29 ноября 2011 года Комитет по сохранению нематериального культурного наследия ЮНЕСКО включил танец народа энавене-наве под названием «Yaokwa» в «Список нематериального культурного наследия, нуждающегося в срочной защите».